# Rhinopoma
Rhinopomatidae là một họ động vật có vú trong bộ Dơi. Họ này được Bonaparte miêu tả năm 1838. Họ này chỉ có một chi duy nhất, Rhinopoma, nó được E. Geoffroy miêu tả năm 1818. Loài điển hình của chi này là Vespertilio microphyllus Brünnich, 1782.

## Phân loại
Họ RHINOPOMATIDAE
- Chi Rhinopoma
  - Rhinopoma hardwickei Gray, 1831[2]
  - Rhinopoma macinnesi Hayman, 1937[2]
  - Rhinopoma microphyllum (Brünnich, 1792)[2]
  - Rhinopoma muscatellum Thomas 1903[2]
  - Rhinopoma cystops Thomas 1903[2]
  - Rhinopoma hadramauticum Benda et al 2009[2]

## Hình ảnh

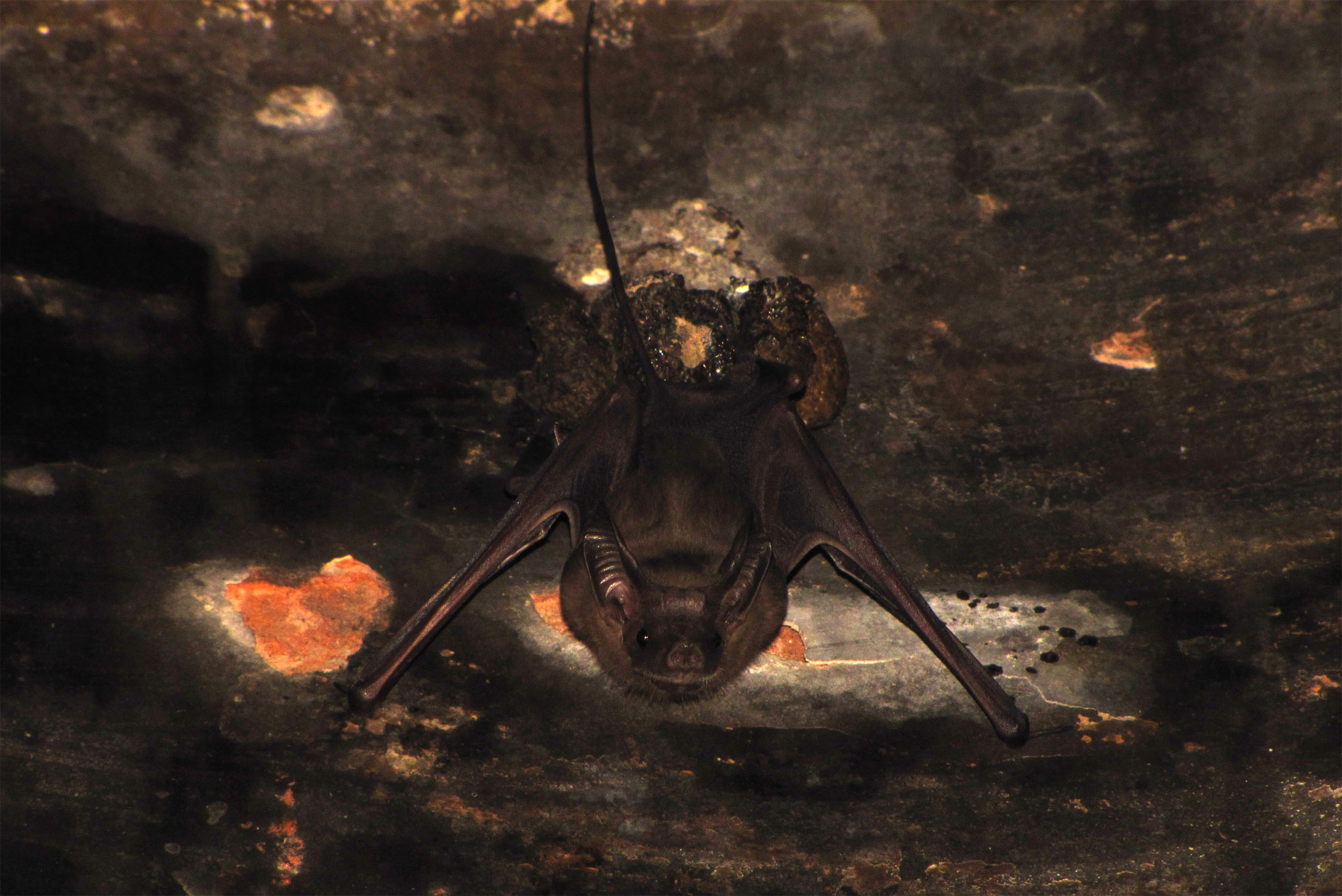